# La Cygne, Kansas
La Cygne là một thành phố thuộc quận Linn, tiểu bang Kansas, Hoa Kỳ. Năm 2010, dân số của xã này là 1149 người.

## Dân số
Dân số các năm:
- Năm 2000: 1115 người
- Năm 2010: 1149 người